# Purwosari (Lais)
Purwosari is een bestuurslaag in het regentschap Musi Banyuasin van de provincie Zuid-Sumatra, Indonesië. Purwosari telt 3502 inwoners (volkstelling 2010).